# Hamberge
Hamberge er en by og kommune i det nordlige Tyskland, beliggende i Amt Nordstormarn under Kreis Stormarn. Kreis Stormarn ligger i den sydøstlige del af delstaten Slesvig-Holsten.

## Geografi
Hamberge ligger ved floden Trave og grænser mod nordøst til Lübeck. Gennem kommunen løber Bundesstraße 75 fra Lübeck til Reinfeld. I kommunen ligger Autobahnkreuz Lübeck hvor motorvejene A1 (Fugleflugtslinjen) krydser A20 (Ostseeautobahn).